# 崔斯·赛勒斯
崔斯·邓普西·赛勒斯（Trace Dempsey Cyrus，1989年2月24日—）是一位美国音乐人。他是乡村音乐歌手比利·雷·赛勒斯的儿子，也是麥莉·希拉和诺亚·赛勒斯的哥哥，是乐队地鐵站樂團的和声歌手和吉他手。
赛勒斯在2010-2017年间曾和演员布蘭達·宋有过一段断断续续的恋情，二人曾在2011年订婚。